# Simca-Gordini Type 8
Pour les articles homonymes, voir Simca et Gordini (patronyme).
La Simca-Gordini Type 8 est une voiture de compétition du constructeur automobile Simca (filiale française de Fiat) préparée par Amédée Gordini pour les 24 Heures du Mans 1939. 

## Histoire
Cette Simca 8-Gordini est préparée par le pilote-préparateur Amédée Gordini pour les 24 Heures du Mans 1939. Elle reprend le châssis-moteur Simca 8 4 cylindres 1,2 L poussé à 74 ch pour une vitesse de 160 km/h, avec une nouvelle carrosserie barchetta allégée profilée en aluminium de 685 kg.
6 modèles sont engagés aux 24 Heures du Mans 1939, et arrivent en particulier 10e au classement général (et 1re de sa catégorie 1.1 L) avec les pilotes Amédée Gordini et José Scaron et 13e avec Guy Lapchin et Charles Plantivaux.

## Compétition et palmarès
- 24 Heures du Mans 1939 : 10e au classement général (1re de sa catégorie 1.1 L), avec les pilotes Amédée Gordini et José Scaron, et 13e avec Guy Lapchin et Charles Plantivaux.

## Collection
Un modèle appartient à ce jour à la collection Schlumpf du musée national de l'Automobile de Mulhouse, et est classé à ce titre aux monuments historiques depuis 1978 (liste des véhicules automobiles protégés au titre des monuments historiques).